# Listă de cântăreți francezi
Mai jos este o listă a celor mai cunoscuți cântăreți francezi, incluzând și muzicieni născuți în alte țări, dar adoptați de lumea muzicală franceză.
Cea mai mare parte a celor amintiți au fost cunoscuți publicului prin înregistrări sonore, deci sunt exponenți ai secolelor XX și XXI. În listă pot apărea și numele unor cântăreți din perioade anterioare, recunoscuți în epocă și intrați în memoria culturii de masă, astfel încât numele lor sunt familiare publicului contemporan.

### A
- Salvatore Adamo
- Isabelle Adjani
- Alizée
- Isabelle Aubret
- Charles Aznavour

### B
- Brigitte Bardot
- Najoua Belyzel
- Jane Birkin
- Jacqueline Boyer
- Jacques Brel
- Carla Bruni
- Anoper Jarlin

### C
- Manu Chao
- Maurice Chevalier
- André Claveau
- Nicole Croisille

### D
- Dalida
- Joe Dassin
- Desireless

### F
- Lara Fabian
- Mylène Farmer
- Fernandel
- Nino Ferrer

### G
- Jean Gabin
- Serge Gainsbourg
- France Gall
- Juliette Gréco

## I
- Indila

### K
- Patricia Kaas

### L
- Marie Laforet
- Grégory Lemarchal

### M
- Mireille Mathieu
- Yves Montand
- Nana Mouskouri
- Georges Moustaki
- MARC ANTOINE

### P
- Vanessa Paradis
- Édith Piaf

### S
- Henri Salvador
- Stromae

### T
- Yann Tiersen
- Michèle Torr

### V
- Sylvie Vartan
- Boris Vian
- Roch Voisine